# ミヤビ誘拐
『ミヤビ誘拐』（Menculik Miyabi）は、2010年に製作されたインドネシアのコメディ映画。

## 概要
インドネシアの映像会社、マキシマ・プロダクションズが制作。
AV女優の小澤マリアが主演を務めたが、イスラム強硬派団体から強い抗議を受けた。
抗議を受け小澤マリアの出演時間の短縮などを行ったものの、2010年5月6日に劇場公開。50万人の観客動員を記録しヒットした。
ストーリーはインドネシアの大学生グループが小澤演ずる「ミヤビ」を期せずして誘拐してしまうという青春コメディー作。